# Luca Margaroli
Luca Margaroli (Brescia, Italia, 15 de febrero de 1992) es un tenista profesional suizo. Dedicado principalmente a competir en dobles, logró ser 128° del mundo el 6 de mayo de 2019. En su carrera ha obtenido cuatro títulos Challenger en la especialidad. 
Desde 2017 forma parte del equipo de Copa Davis de Suiza. Debutó en el repechaje del grupo mundial contra Kazajistán, serie en la que fue derrotado junto a Adrian Bodmer por la pareja de Max Mirnyi y Andréi Vasilevski por 7-6 (6), 7-6 (4), 7-6 (3). Al final ganaron la serie por 3-2 gracias a las victorias de Laaksonen y Chiudinelli.

## Títulos Challenger

### Dobles (4)
| No. | Fecha                    | Torneo                  | Superficie    | Compañero         | Rival en la final                  | Resultado             |
| --- | ------------------------ | ----------------------- | ------------- | ----------------- | ---------------------------------- | --------------------- |
| 1.  | 18 de junio de 2016      | Challenger de Fergana   | Pista dura    | Yannick Jankovits | Toshihide Matsui Vishnu Vardhan    | 6-4, 7-6 (4)          |
| 2.  | 16 de septiembre de 2016 | Challenger de Mequinez  | Tierra batida | Mohamed Safwat    | Pedro Martínez Oriol Roca Batalla  | 6-4, 6-4              |
| 3.  | 4 de mayo de 2019        | Challenger de Ostrava   | Tierra batida | Filip Polášek     | Thiemo de Bakker Tallon Griekspoor | 6-4, 2-6, [10-8]      |
| 4.  | 22 de junio de 2019      | Challenger de Florencia | Tierra batida | Adil Shamasdin    | Gerard Granollers Pedro Martínez   | 7-5, 6-7 (6), [14-12] |